# Wightman Cup

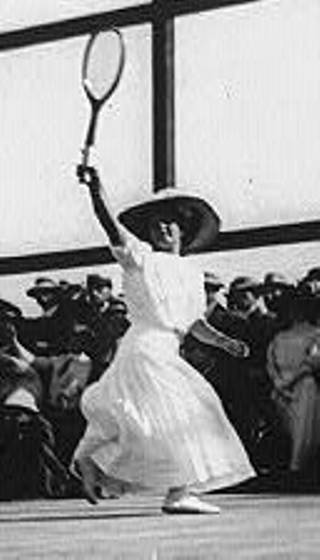
Hazel Hotchkiss, 1910

Der Wightman Cup wurde von der ehemaligen Tennisspielerin und US-Open-Gewinnerin Hazel Hotchkiss Wightman (1886–1974) ins Leben gerufen. Der Cup wurde im Tennissport von 1923 bis 1989 zwischen den Damenteams der USA und Großbritanniens ausgespielt. In den ungeraden Jahren wurden die Spiele in den USA ausgetragen, in den geraden Jahren in Großbritannien.
Aufgrund der Dominanz der US-amerikanischen Teams zum Ende der 1980er Jahre wurde der Cup ab 1990 nicht mehr ausgespielt.

## Siegerliste
| Jahr       | Ort                                | Sieger                          | Ergebnis                        |
| ---------- | ---------------------------------- | ------------------------------- | ------------------------------- |
| 1923       | Forest Hills, New York             | Vereinigte Staaten              | 7:0                             |
| 1924       | Wimbledon, England                 | Vereinigtes Königreich          | 6:1                             |
| 1925       | Forest Hills, New York             | Vereinigtes Königreich          | 4:3                             |
| 1926       | Wimbledon, England                 | Vereinigte Staaten              | 4:3                             |
| 1927       | Forest Hills, New York             | Vereinigte Staaten              | 5:2                             |
| 1928       | Wimbledon, England                 | Vereinigtes Königreich          | 4:3                             |
| 1929       | Forest Hills, New York             | Vereinigte Staaten              | 4:3                             |
| 1930       | Wimbledon, England                 | Vereinigtes Königreich          | 4:3                             |
| 1931       | Forest Hills, New York             | Vereinigte Staaten              | 5:2                             |
| 1932       | Wimbledon, England                 | Vereinigte Staaten              | 4:3                             |
| 1933       | Forest Hills, New York             | Vereinigte Staaten              | 4:3                             |
| 1934       | Wimbledon, England                 | Vereinigte Staaten              | 5:2                             |
| 1935       | Forest Hills, New York             | Vereinigte Staaten              | 4:3                             |
| 1936       | Wimbledon, England                 | Vereinigte Staaten              | 4:3                             |
| 1937       | Forest Hills, New York             | Vereinigte Staaten              | 6:1                             |
| 1938       | Wimbledon, England                 | Vereinigte Staaten              | 5:2                             |
| 1939       | Forest Hills, New York             | Vereinigte Staaten              | 5:2                             |
| 1940– 1945 | ausgefallen (Zweiter Weltkrieg)    | ausgefallen (Zweiter Weltkrieg) | ausgefallen (Zweiter Weltkrieg) |
| 1946       | Wimbledon, England                 | Vereinigte Staaten              | 7:0                             |
| 1947       | Forest Hills, New York             | Vereinigte Staaten              | 7:0                             |
| 1948       | Wimbledon, England                 | Vereinigte Staaten              | 6:1                             |
| 1949       | Haverford, Pennsylvania            | Vereinigte Staaten              | 7:0                             |
| 1950       | Wimbledon, England                 | Vereinigte Staaten              | 7:0                             |
| 1951       | Chestnut Hill, Massachusetts       | Vereinigte Staaten              | 6:1                             |
| 1952       | Wimbledon, England                 | Vereinigte Staaten              | 7:0                             |
| 1953       | Rye, New York                      | Vereinigte Staaten              | 7:0                             |
| 1954       | Wimbledon, England                 | Vereinigte Staaten              | 6:0                             |
| 1955       | Rye, New York                      | Vereinigte Staaten              | 6:1                             |
| 1956       | Wimbledon, England                 | Vereinigte Staaten              | 5:2                             |
| 1957       | Sewickley, Pennsylvania            | Vereinigte Staaten              | 6:1                             |
| 1958       | Wimbledon, England                 | Vereinigtes Königreich          | 4:3                             |
| 1959       | Sewickley, Pennsylvania            | Vereinigte Staaten              | 6:1                             |
| 1960       | Wimbledon, England                 | Vereinigtes Königreich          | 4:3                             |
| 1961       | Chicago, Illinois                  | Vereinigte Staaten              | 6:1                             |
| 1962       | Wimbledon, England                 | Vereinigte Staaten              | 4:3                             |
| 1963       | Cleveland, Ohio                    | Vereinigte Staaten              | 6:1                             |
| 1964       | Wimbledon, England                 | Vereinigte Staaten              | 5:2                             |
| 1965       | Cleveland, Ohio                    | Vereinigte Staaten              | 5:2                             |
| 1966       | Wimbledon, England                 | Vereinigte Staaten              | 4:3                             |
| 1967       | Cleveland, Ohio                    | Vereinigte Staaten              | 6:1                             |
| 1968       | Wimbledon, England                 | Vereinigtes Königreich          | 4:3                             |
| 1969       | Cleveland, Ohio                    | Vereinigte Staaten              | 5:2                             |
| 1970       | Wimbledon, England                 | Vereinigte Staaten              | 4:3                             |
| 1971       | Cleveland, Ohio                    | Vereinigte Staaten              | 4:3                             |
| 1972       | Wimbledon, England                 | Vereinigte Staaten              | 5:2                             |
| 1973       | Brookline (Massachusetts)          | Vereinigte Staaten              | 5:2                             |
| 1974       | Queensferry, Wales                 | Vereinigtes Königreich          | 6:1                             |
| 1975       | Cleveland, Ohio                    | Vereinigtes Königreich          | 5:2                             |
| 1976       | Wimbledon, England                 | Vereinigte Staaten              | 5:2                             |
| 1977       | Oakland, Kalifornien               | Vereinigte Staaten              | 7:0                             |
| 1978       | Royal Albert Hall, London, England | Vereinigtes Königreich          | 4:3                             |
| 1979       | West Palm Beach                    | Vereinigte Staaten              | 7:0                             |
| 1980       | Royal Albert Hall, London, England | Vereinigte Staaten              | 5:2                             |
| 1981       | Chicago                            | Vereinigte Staaten              | 7:0                             |
| 1982       | London, England                    | Vereinigte Staaten              | 6:1                             |
| 1983       | Williamsburg (Virginia)            | Vereinigte Staaten              | 6:1                             |
| 1984       | Royal Albert Hall, London, England | Vereinigte Staaten              | 5:2                             |
| 1985       | Williamsburg (Virginia)            | Vereinigte Staaten              | 7:0                             |
| 1986       | Royal Albert Hall, London, England | Vereinigte Staaten              | 7:0                             |
| 1987       | Williamsburg (Virginia)            | Vereinigte Staaten              | 5:2                             |
| 1988       | London, England                    | Vereinigte Staaten              | 7:0                             |
| 1989       | Williamsburg (Virginia)            | Vereinigte Staaten              | 7:0                             |